# Шермяитский завод
Шермяитский медеплави́льный заво́д — небольшой металлургический завод на Западном Урале, действовавший с 1759 до 1862 года. С 1858 года назывался Ольгинский Первый.

## История
Завод был основан А. И. Глебовым по указу Берг-коллегии от 24 марта 1759 года. Место было выбрано на реке Шермяитке (Шермянке), на башкирских землях Гайсинской, Иштеряковской и Карьевской волостей. Башкиры долго не соглашались с отводом запрошенных земель на 50 вёрст вокруг завода, предлагая отвод только 5 вёрст. Соглашение между башкирскими старшинами и А. И. Глебовым было достигнуто 11 сентября 1760 года. Запуск завода состоялся в начале 1761 года. В строительстве завода принимал участие А. С. Ярцов.
В мае 1761 года на заводе произошёл пожар, заводская казна была расхищена берг-гешвореном О. А. Стадухиным. После этого А. И. Глебов был вынужден взять казённую ссуду на восстановление завода в размере 40 тыс. рублей с рассрочкой уплаты долга на 8 лет. В 1760—70-х годах на заводе действовали 6 медеплавильных печей, 1 шплейзофен, 1 гармахерский и 1 штыковой горны, мусорная толчея в 6 пестов и кузница на 2 горна. Штат завода состоял из 196 собственных крепостных заводовладельца и 56 казённых мастеровых, переведённых с Пермских и Олонецких казённых заводов. Приписных крестьян завод не имел. Руда поставлялась с месторождений, находившихся в совместном пользовании с Суксунским и Юговским заводами Осокиных.
В 1769 году завод был продан С. Я. Яковлеву и до середины XIX века принадлежал Яковлевым. Во время Крестьянской войны завод был захвачен 19 декабря 1773 года восставшими и сожжён. Завод бездействовал 4 года, и только в 1778 году завод восстановил работу, но с меньшими объёмами производства. После 1783 года выплавка меди была практически прекращена. В конце XVIII века завод был фактически объединён с Уинским заводом в одно предприятие. Вся выплавленная на двух заводах медь учитывалась совместно.
По данным 1797 года, на заводе работали 2 медеплавильных печи. Лес приобретался у местных татар. На Шермяитском и Уинском заводах работали 449 крепостных, приписных крестьян завод не имел.
В 1858 году Яковлевы продали завод графине Ольге Никифоровне Рошефор, которая переименовала его в Ольгинский Первый. В 1860 году на Шермяитском и Уинском (Ольгинском Втором и Ольгинском Первом) заводах работало 12 шахтных медеплавильных печей, 2 шплейзофена, 5 гармахерских горнов, 3 водяных колёса. Руда поставлялась из 12 рудников. На заводах числилось 953 рабочих, фактически работало 568 человек. На Шермяитском заводе работало 2 печи, руда поставлялась с 3 рудников. В 1860 году было выплавлено 593 пудов меди и 556 пудов медистого чугуна.
После отмены крепостного права на заводе возникли трудности с набором рабочей силы. Из-за ухудшившегося финансового состояния и истощения рудников в 1862 году завод был закрыт.
Ныне на месте заводского поселения находится село Шермейка Пермского края.